# Parakysis
Parakysis — рід риб з підродини Parakysinae родини Akysidae ряду сомоподібних. Має 6 видів.

## Опис
Загальна довжина представників цього роду коливається від 2 до 6,2 см. Мають 4 пари вусиків, на нижній щелепі вуси довші. Відсутні піднебінні зуби. Тулуб витягнутий. Спина піднята. Шкіра зморшкувата з горбиками по всьому тулубу. Жировий плавець низький. Хвостовий плавець роздвоєний.

## Спосіб життя
Населяють прозорі річки, насамперед мілину, невеличкі лісові струмки. Вдень ховаються в опалому листі. Активні вночі. Живляться дрібними безхребетними.

## Розповсюдження
Зустрічаються на островах Суматра, Калімантан та Сінгапур, архіпелазі Ріау. Також поширені в Малайзії

## Види
- Parakysis anomalopteryx
- Parakysis grandis
- Parakysis hystriculus
- Parakysis longirostris
- Parakysis notialis
- Parakysis verrucosus